# Nokoreach
Nokoreach („Königliches Reich“, Khmer បទនគររាជ) ist die Nationalhymne Kambodschas. Der Text ist von Chuon Nat, die Melodie, die von F. Perruchot und J. Jekyll bearbeitet wurde, stammt von einem kambodschanischen Volkslied. Der Titel der Hymne ist zugleich der Name eines alten Khmer-Königreichs.
Sie wurde 1941 erstmals als Nationalhymne angenommen. Als Kambodscha 1970 unter Lon Nol durch den Sturz König Sihanouks zur Republik wurde, wurde auch Nokoreach – die in ihrer ersten Strophe den König feiert – abgeschafft, bevor sie jedoch 1975 mit der Machtübernahme der Roten Khmer für eine kurze Zeit wieder zur Nationalhymne wurde.
Mit dem Ende des Bürgerkriegs und der Restauration des Königtums als konstitutionelle Monarchie im Jahre 1993 wurde Nokoreach erneut Nationalhymne des Landes.

## Originaltext
សូមពួកទេព្តា រក្សាមហាក្សត្រយើង

ឱ្យបានរុងរឿង ដោយជ័យមង្គលសិរីសួ⁠ស្តី

យើងខ្ញុំព្រះអង្គ សូមជ្រកក្រោមម្លប់ព្រះបារមី

នៃព្រះនរបតីវង្ស ក្សត្រាដែលសាងប្រាសាទថ្ម

គ្រប់គ្រងដែនខ្មែរ បុរាណថ្កើងថ្កាន។

ប្រាសាទសិលា កំបាំងកណ្តាលព្រៃ

គួរឱ្យស្រមៃ នឹក⁠ដល់យសស័ក្តិមហានគរ

ជាតិខ្មែរដូចថ្ម គង់វង្សនៅល្អរឹងប៉ឹងជំហរ

យើងសង្ឃឹមពរ ភ័ព្វព្រេងសំណាងរបស់កម្ពុជា

មហារដ្ឋកើតមាន យូរអង្វែងហើយ។

គ្រប់វត្តអារាម ឮតែសូរស័ព្ទធម៌

សូត្រដោយអំណរ រំឭកគុណពុទ្ធសាសនា

ចូរយើងជាអ្នក ជឿជាក់ស្មោះស្ម័គ្រតាមបែបដូនតា

គង់តែទេវតា នឹងជួយជ្រោមជ្រែងផ្គត់ផ្គង់ប្រយោជន៍ឱ្យ

ដល់ប្រទេសខ្មែរ ជាមហានគរ។

## Lateinische Umschrift
Sūm buak debtā raksā mahāksatr yoeṅ

Qoy pān ruṅ rẏaṅ ṭoy jăy maṅgal sirī suastī

Yoeṅ khñuṃ braḥ qaṅg sūm jrak krom mláp braḥ Pāramī

Nai braḥ Naraptī vaṅs ksatrā ṭael sāṅ prāsād thma

Gráp graṅ ṭaen Khmaer purāṇ thkoeṅ thkān.

Prāsād sīlā kaṃ pāṃṅ kaṇṭāl brai

Guar qoy sramai nẏk ṭál yassăkti Mahā Nagar

Jāti Khmaer ṭūc thma gáṅ vaṅs nau lqa rẏṅ pʹẏṅ jaṃhar

Yoeṅ sāṅghẏm bar bhăbv breṅ saṃṇāṅ rapás Kambujā

Mahā raṭṭh koet mān yūr qaṅveṅ hoey.

Gráp vatt qārām ḹ tae sūr săbd dharm

Sūr ṭoy aṃ ṇar raṃ ḹk guṇ buddh sāsnā

Cūr yoeṅ jā qnak jẏa jâk smoḥ smăgr tām paep ṭūn tā

Gáṅ tae devtā nẏṅ jūy jrom jraeṅ phgád phgaṅ pra yojna° oy

Ṭál prades Khmaer jā Mahā Nagar.

## Übersetzung
Möge der Himmel unseren König beschützen

Und ihm Glück und Wohlstand gewähren

Möge er über unsere Herzen und über unser Schicksal herrschen

Er, das Erbe der souveränen Erbauer

Regiert das stolze und alte Königreich

Die Tempeln aus Steinen, inmitten der Wälder versteckt

Erinnern sich an die Siege des mächtigen, großartigen Königreiches

Ewig ist die Khmer-Rasse wie ein Stein

Vertrauen wir auf das Schicksal von Kambodscha

Dem Imperium, das den Zeiten trotzt

Die Lieder gehen in den Pagoden

Zur Ehre des heiligen buddhistischen Glaubens auf

Lass uns treu den Glauben unserer Väter sein

Sicher wird der Himmel die Gabe

Dem alten Khmer-Land gewähren